# Lexus ES
A Lexus ES egy felsőkategóriás luxusautó, amelyet a japán Lexus cég gyárt 1989 óta. Összesen 7 generációja van.

## Generációi

### V20 (1989–1991)

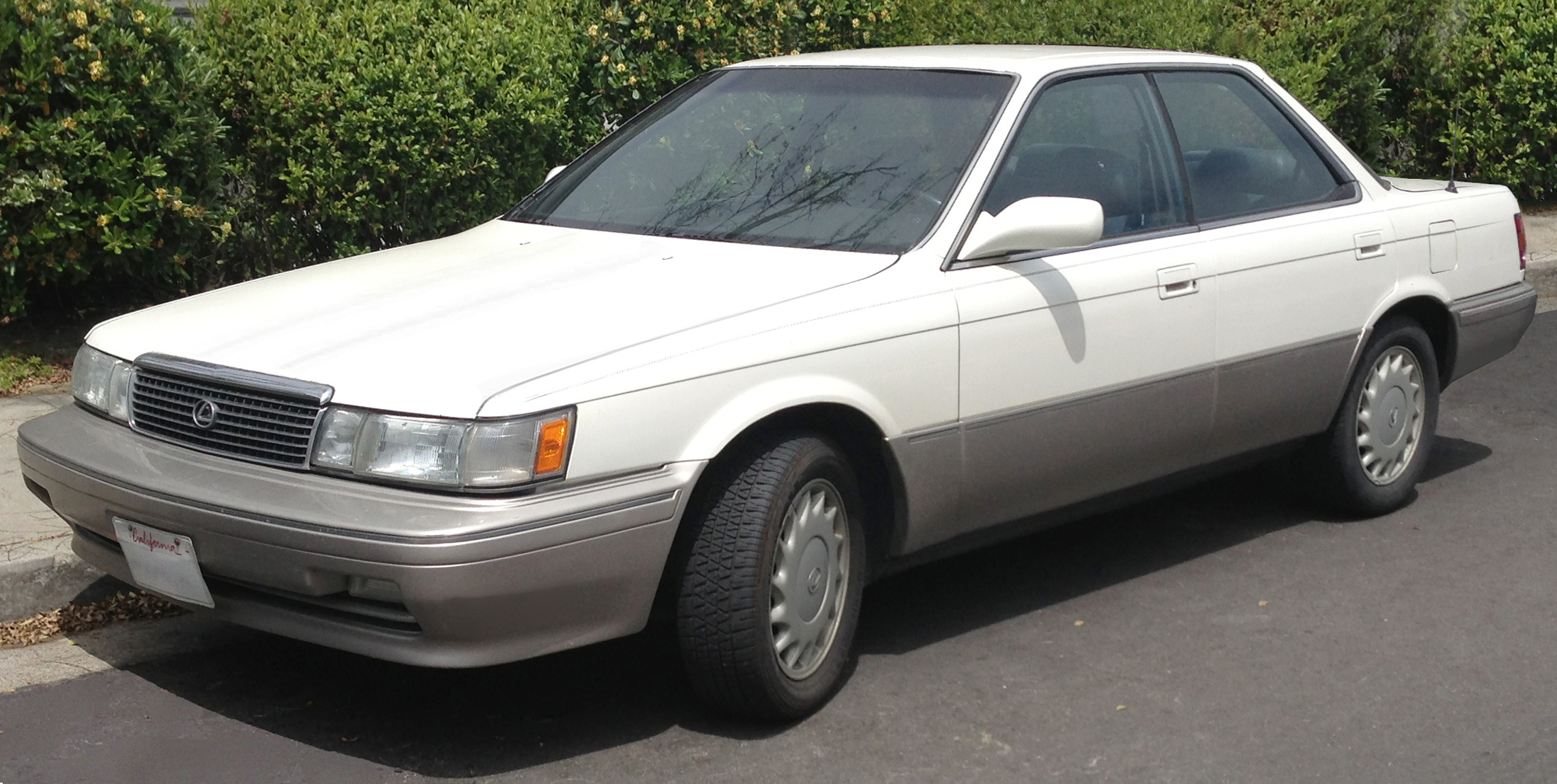
Lexus ES 1989–1991

A V20 az első generáció. A gyár 1989-től 1991-ig készítette a modelleket.

### XV10 (1991–1996)

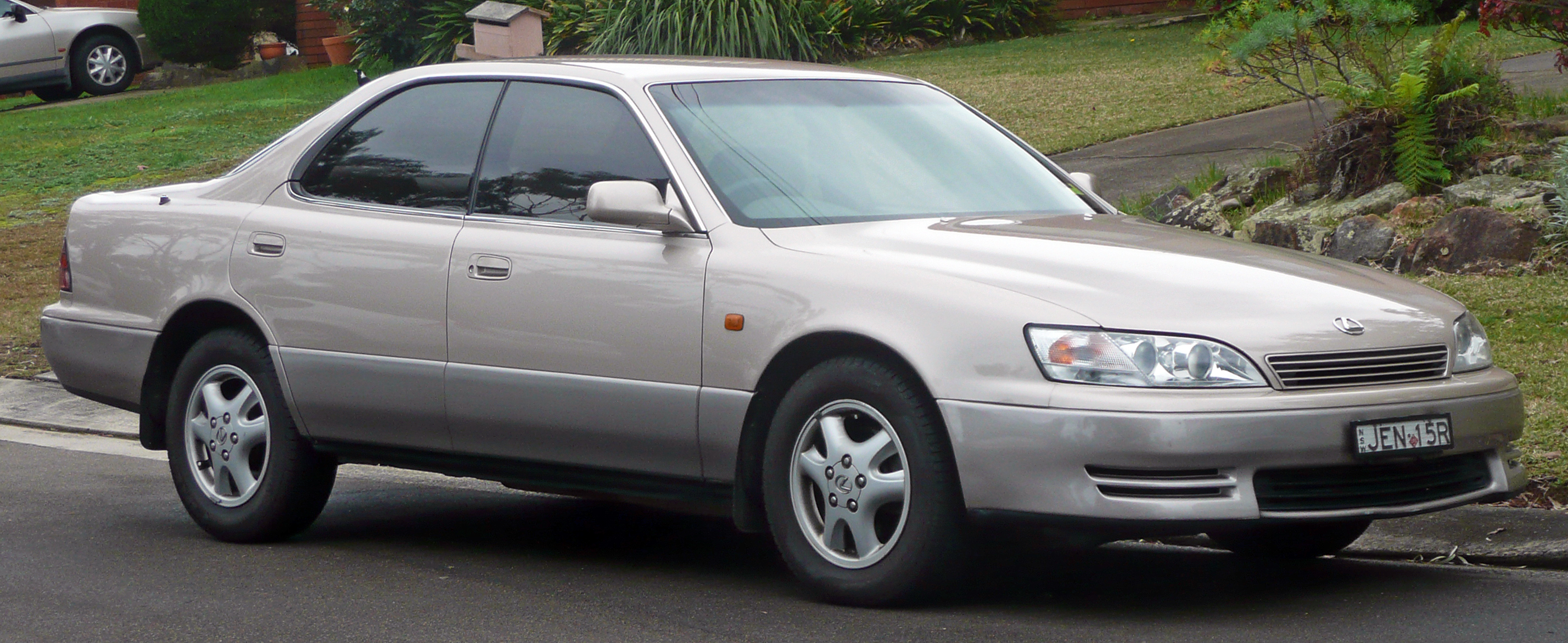
Lexus ES 1991–1996

Az XV10 a második generáció. A gyár 1991-től 1996-ig készítette a modelleket. 1994-ben módosították a karosszériát.

### XV20 (1996–2001)

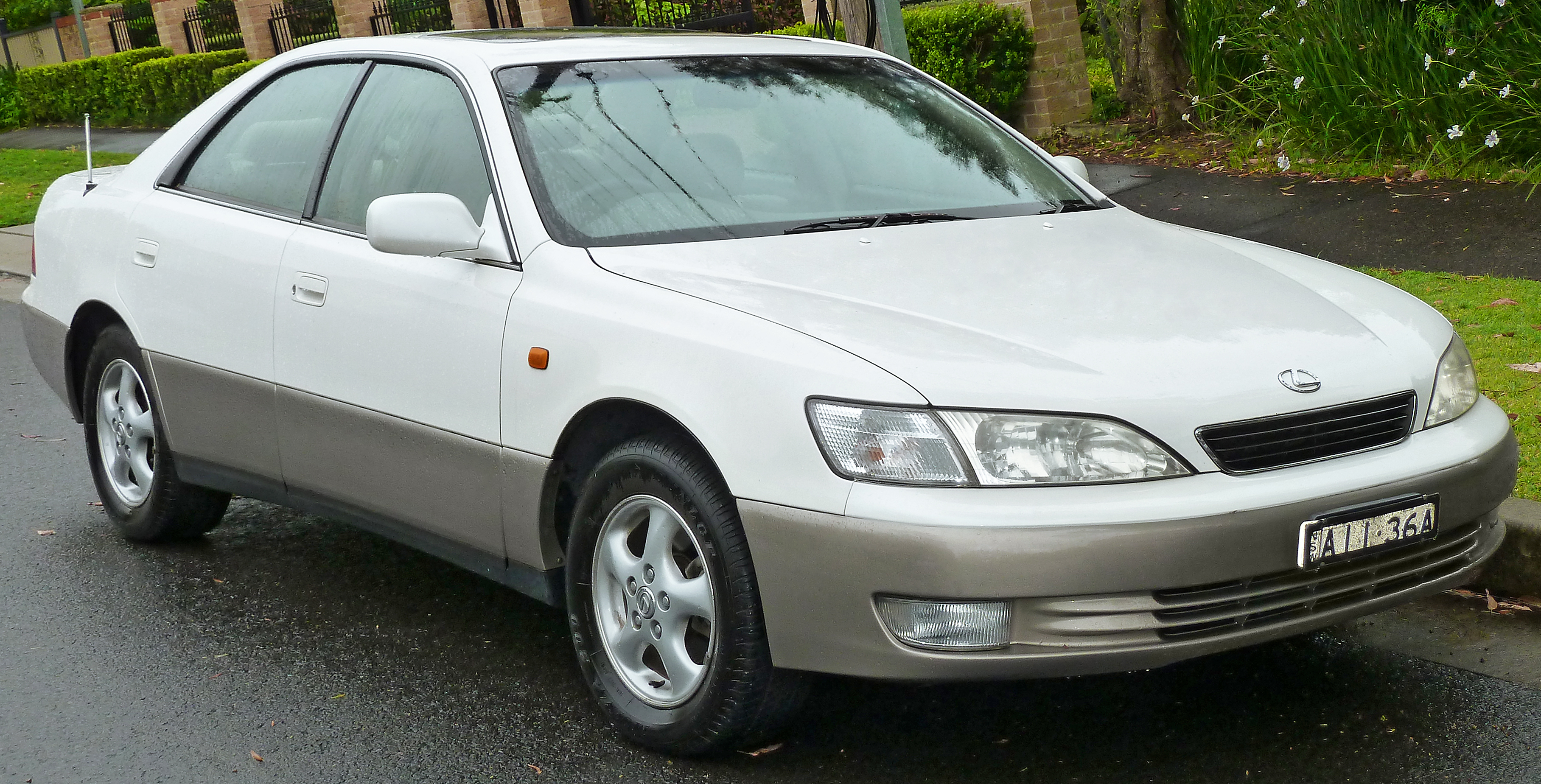
Lexus ES 1996–2001

Az XV20 a harmadik generáció. A gyár 1996-tól 2001-ig készítette a modelleket. 1999-ben módosították a karosszériát.

### XV30 (2001–2006)

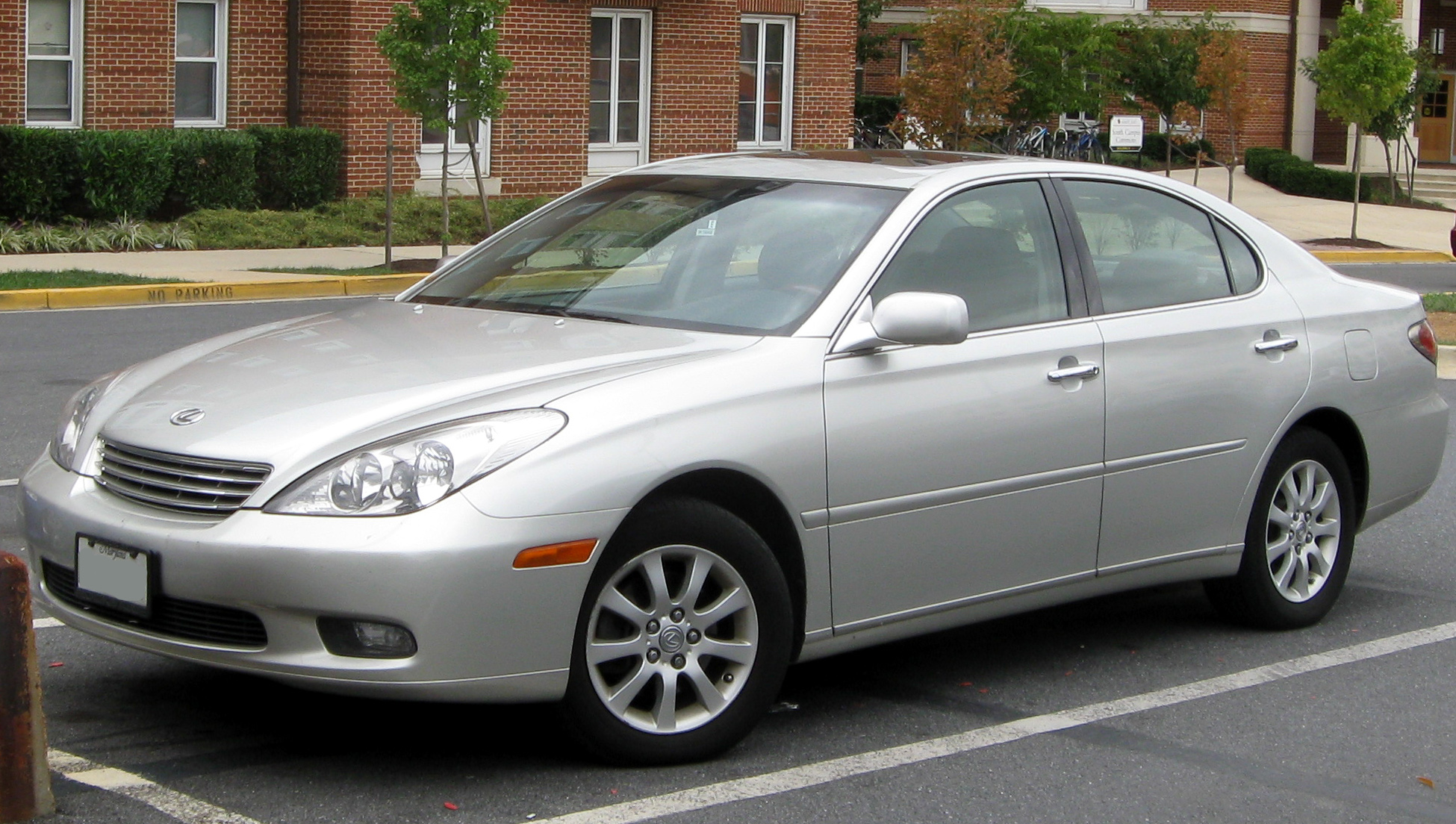
Lexus ES 2001–2006

Az XV30 a negyedik generáció. A gyár 2001-től 2006-ig készítette a modelleket. 2003-ban módosították a karosszériát.

### XV40 (2006–2012)

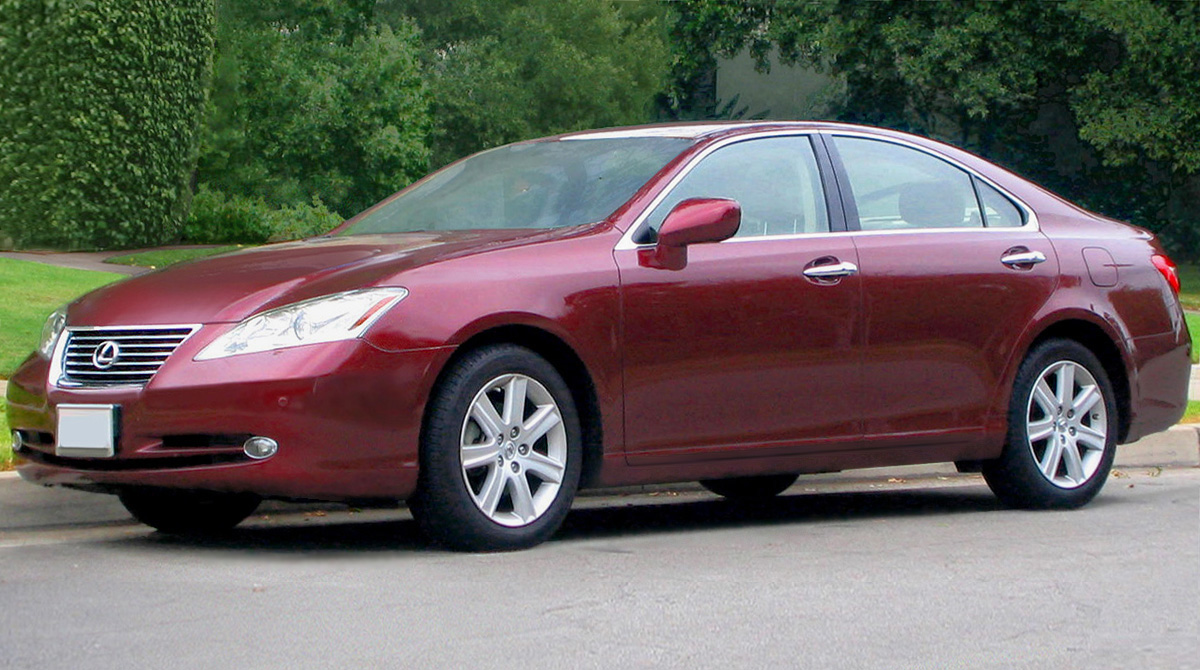
Lexus ES 2008–2012

Az XV40 az ötödik generáció. A gyár 2006-tól 2012-ig készítette a modelleket. 2009-ben módosították a karosszériát.

### XV60 (2012–2018)

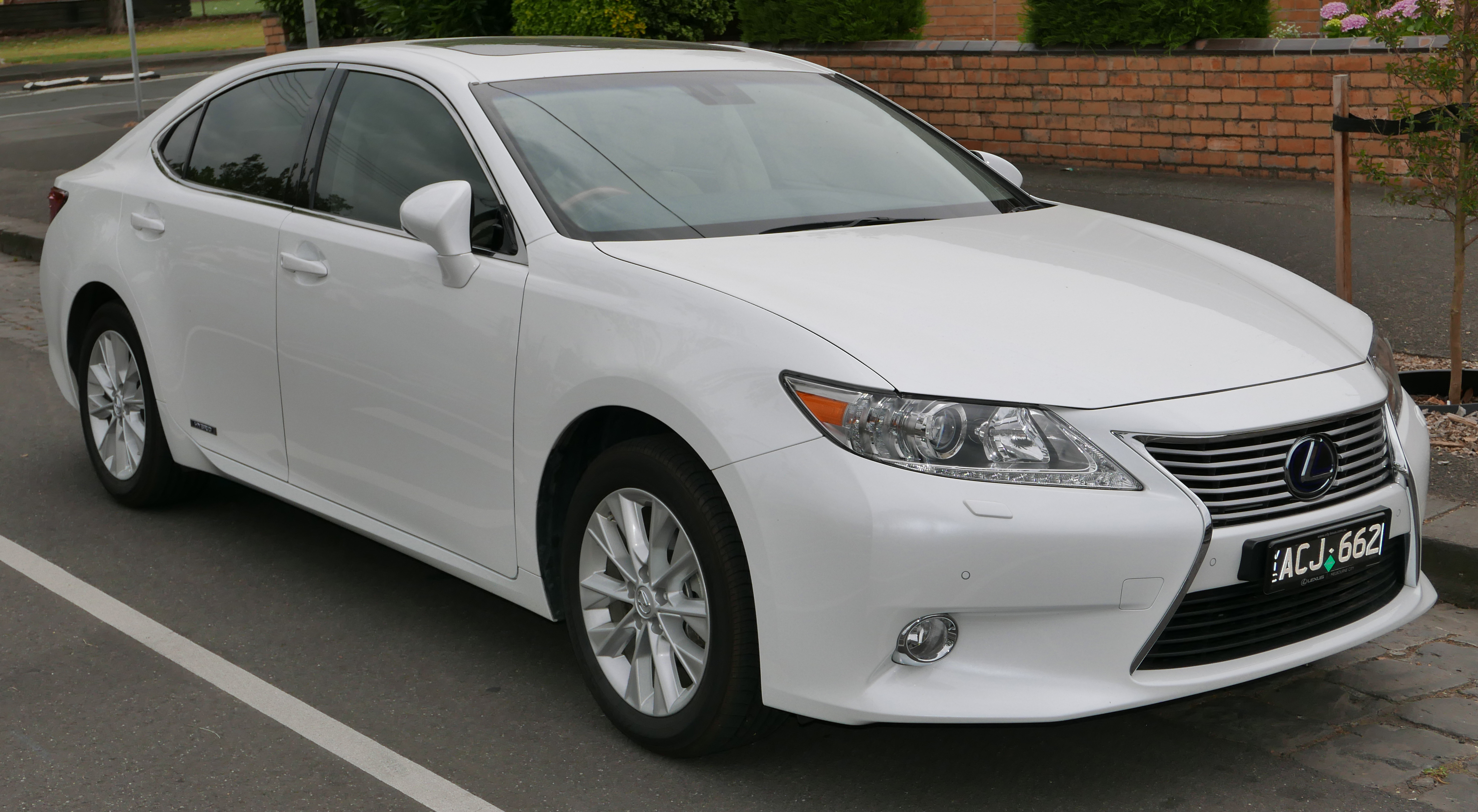
Lexus ES 2012–2018

Az XV60 a hatodik generáció. A gyár 2012-től 2018-ig készítette a modelleket. 2015-ben módosították a karosszériát.

### XZ10 (2018-tól)

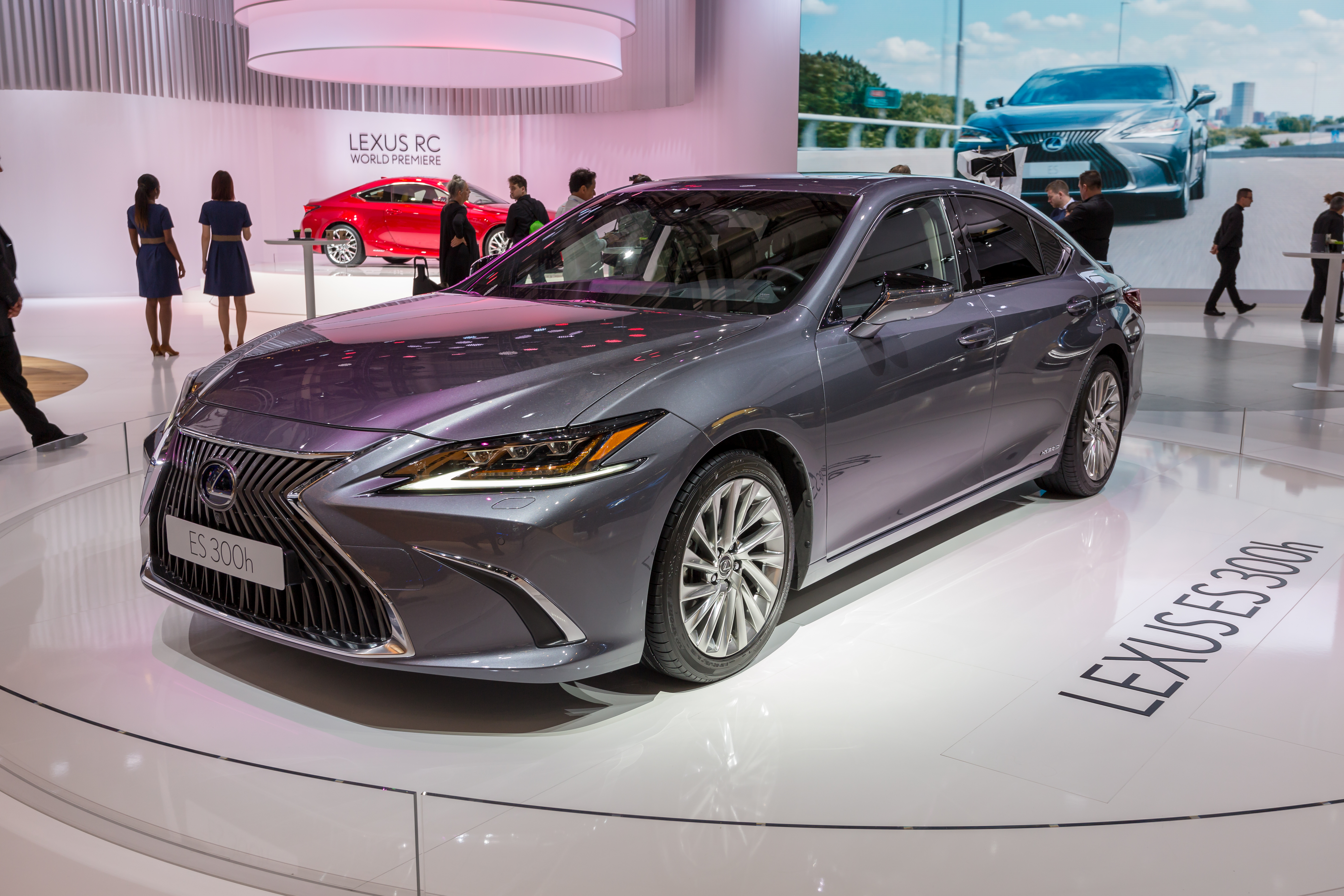
Lexus ES 2018-tól

Az XZ10 a hetedik generáció. A gyár 2018-tól készíti a modelleket.

## Fordítás
Ez a szócikk részben vagy egészben  a   Lexus ES című angol Wikipédia-szócikk fordításán alapul.  Az eredeti cikk szerkesztőit annak laptörténete sorolja fel. Ez a jelzés csupán a megfogalmazás eredetét és a szerzői jogokat jelzi, nem szolgál a cikkben szereplő információk forrásmegjelöléseként.